# オルタンス・シュネデール

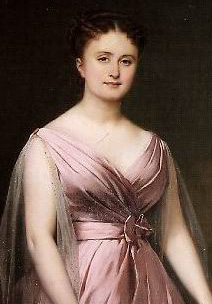
シュネデール

オルタンス・シュネデール（フランス語: Hortense Schneider、1833年4月30日 – 1920年5月6日）として知られるカトリーヌ・ジャンヌ・シュネデールは、ボルドー生まれで、パリ16区で亡くなったフランスのソプラノ歌手で、第二帝政下で多大な成功を収めた。特にオッフェンバックのオペレッタで活躍した。彼女は滑稽音楽におけるマリア・マリブランと言われた。

## 幼少期
彼女の父はアルザスの仕立屋ジャン・ジョルジュ・シュネデールで、1801年にボエムで生まれ、ボルドー（コドラン）に定住し、1860年3月12日にアルコール依存症で亡くなった。オルタンスは3歳から歌を歌い始め、1836年から歌のレッスンを受け、12 歳（1845年）で舞台に立ち、その後アジャン劇場の小さな地方の劇団に参加した。1853年アジャンの劇場で『ラ・ファヴォリート』のイネス役でデビューした

## キャリア
1855年に彼女はパリに移り、元のファーストネームを捨て、皇帝の母親の名前である「オルタンス」の名前に変えた。オルタンスは歌手ジャン・ベルトリエの愛人となり、ジャン・ベルトリエから作曲家ジャック・オッフェンバックを紹介されるとすぐに、その年の7月5日にオープンしたばかりのブフ・パリジャン座に雇われた。彼女は、ジョゼフ・ダルシエの台本とオッフェンバックの音楽による、ブルターニュの伝説『下手なヴァイオリン弾き』を基にした一幕物のオペレッタに出演した。彼女の「優雅さ」と「上品さ」はフィガロ紙から称賛された。
その後、オルタンスは再びオッフェンバックの『トロンブ=アル=カ=ザール』と『サンフルールの薔薇』を創唱し、その後ヴァリエテ座、そしてパレ＝ロワイヤル劇場と契約した。
彼女はオッフェンバックと劇作家アンリ・メイヤックとリュドヴィク・アレヴィとの初のコラボレーションとなる『ブラジル人』で再会した。彼女はこの三人組の勝利の女神となり、ヴァリエテ座での彼らの最大の成功にインスピレーションを与えた。人気歌手オルタンス・シュネデールによる集客力も大きく貢献した。
1858年、カドゥルース公リュドヴィク・ド・グラモン（1835年-1865年）との不倫により、知的障害のある息子アンドレが誕生した。
1864年、彼女は『美しきエレーヌ』で主役を演じた。この劇の創作中、彼女は女優のレア・シリーと対立し、舞台上で一緒にいるときにレア・シリーが少しでも集中力を欠くことを許さなかった。

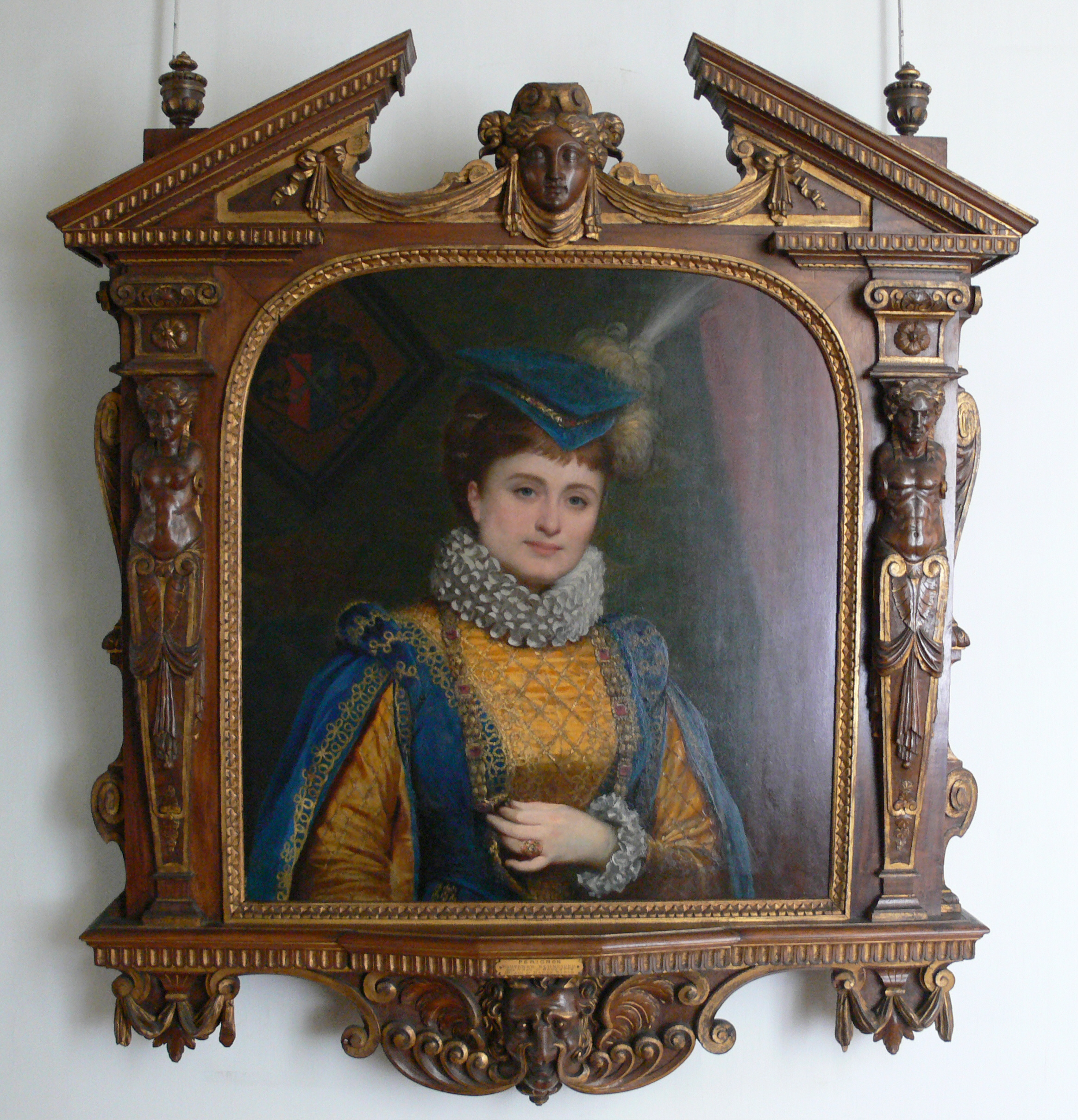
アレクシス＝ジョゼフ・ペリニョンによる『青ひげ』でブロットを演じるシュネデール

『青ひげ』は1866年に創作され、1867年にはパリ万国博覧会のために『ジェロルスタン女大公殿下』が書かれた。オルタンス・シュネデールは勝利を収め、皇帝ナポレオン3世やウェールズ皇太子 エドワード7世、ロシア皇帝アレクサンドル2世だけでなく、彼女と同棲していたエジプト副王のイスマイル・パシャなど、世界の権力者たち全員が彼女のボックス席に群がった。女優の美しさと才能により、『ジェロルスタン女大公殿下』はパリ万国博覧会のハイライトとなった。翌年、彼女はまだ彼女を愛していたエジプト副王とエジプトで数ヶ月を過ごした。また、1867年にはロンドンを訪れ、成功している。
1869年の『歌姫』（La Diva）はアレヴィ、メイヤック、オッフェンバックがオルタンスと交わした約束通り、彼女の伝記をオペラ・ブフにしたもので、恋の悩みから服毒自殺をしようとした、取るに足らない婦人帽の女工がオペレッタの中で、スターになると言うものだったが、観客の無関心にあって、思いがけない失敗となった。
1871年の普仏戦争の敗戦、第二帝政の崩壊、パリ・コミューンの悲劇的な出来事により、「帝国の祝典」（ラ・フェット・アンペリアル）の浮かれた行為に終止符が打たれた。この重大かつ克服困難な危機の雰囲気の中で第三共和政が誕生した。ほぼ40歳になるオルタンスのキャリアは、フランスでは衰退しつつあった。しかし、彼女は依然として海外で高く評価されており、ヨーロッパの宮廷から招待され、特にロシアは彼女を招待するために大金を費やした。1872年にはサンクト・ペテルブルグを訪れ、輝かしい成功を収めた。彼女はさらにエルヴェ（本名フロリアン・ロモンジョ）と『マラバルの未亡人』（1873年）や『ラ・ベル・プール』（1875年）で協力し、その後1880年にオッフェンバックが亡くなった後は息子の世話に専念するため完全に引退した。
1881年、48歳の彼女は、「ビオンヌ伯爵」と自称するものの、実際には何の称号も持たず、間違いなく「愛」よりも女優の財産目当てで近づいてきたイタリア人の詐欺師と結婚したが、結婚後すぐ離婚した。1883年、彼女はベルサイユ通り 123 番地に私邸を建て（1969年に取り壊された）、息子に身を捧げた。
彼女は息子のジョルジュ・アンドレが 1919年に亡くなった数か月後、1920年にパリで亡くなった。彼女は全財産を芸術孤児院に寄贈した。
彼女はボルドーのプロテスタント墓地に埋葬されている。

## 評判
フィガロ紙のジャーナリストギュスターヴ・クロダン(1823年-1896年):

オルタンス・シュネデールは「オベールが彼女の歌で耳を注ぐのは心地良いことだと言った美しい声に恵まれていて、大司教を地獄に落とすほどの勝ち誇った笑みと悪戯っぽい目をして、ルーベンスの絵のような血色の良い肌の色をしていた」（18世紀の人が言っていたように）。
成功した歌手のポリュス (1845年- 1908年): 

「オルタンス・シュネデールは第二帝政の勝利者だった。彼女の楽屋への小径はチュイルリー宮殿の中庭と同じように人が行き来したもので、より面白かった。パリを訪れた君主たちは、公式の貢物の支払いが終わるとすぐに急いで彼女の元に駆けつけ、美しいスターに笑顔やその他諸々を懇願しに行った。さて、その心も控室と同様に癒されるような存在だったので、彼女のライバルであるレア・シリーは、それを「王子たちの通り路」と面白がってあだ名をつけた。

ウォラックによれば「洗練された魅力的な歌手で、舞台の上でも、舞台を離れても生き生きと輝いていた。サン＝サーンスは彼女を『サムソンとデリラ』のデリラ役にと考えていたが、実現しなかった」と評している。

## ギャラリー

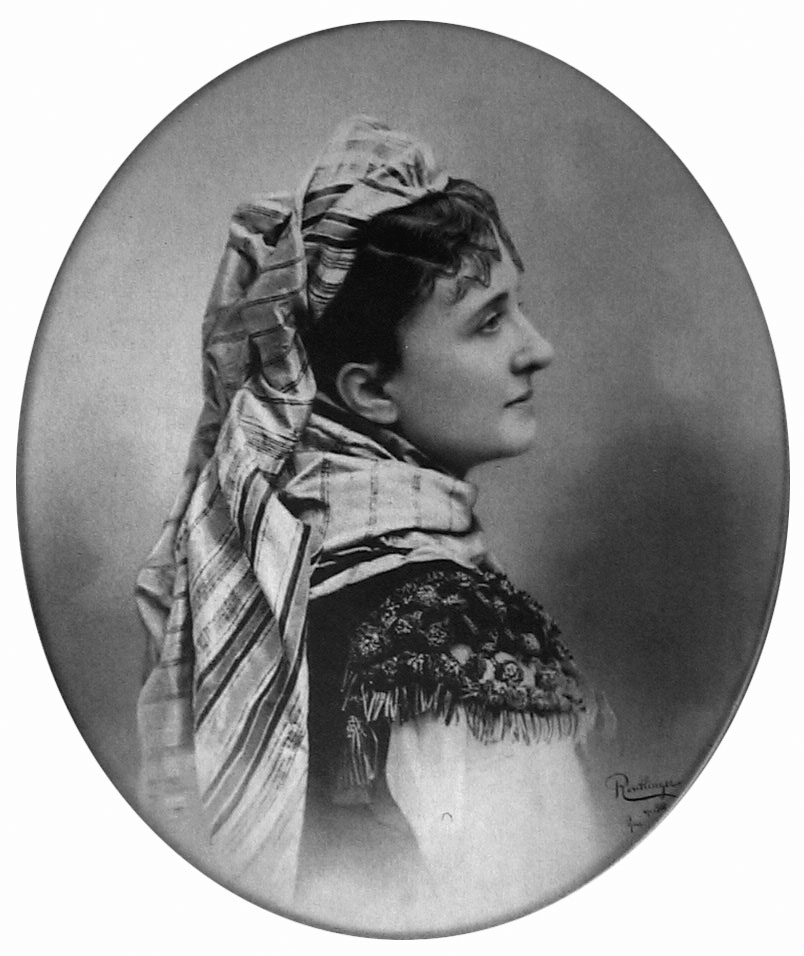
ロイトリンガーによるシュネデール
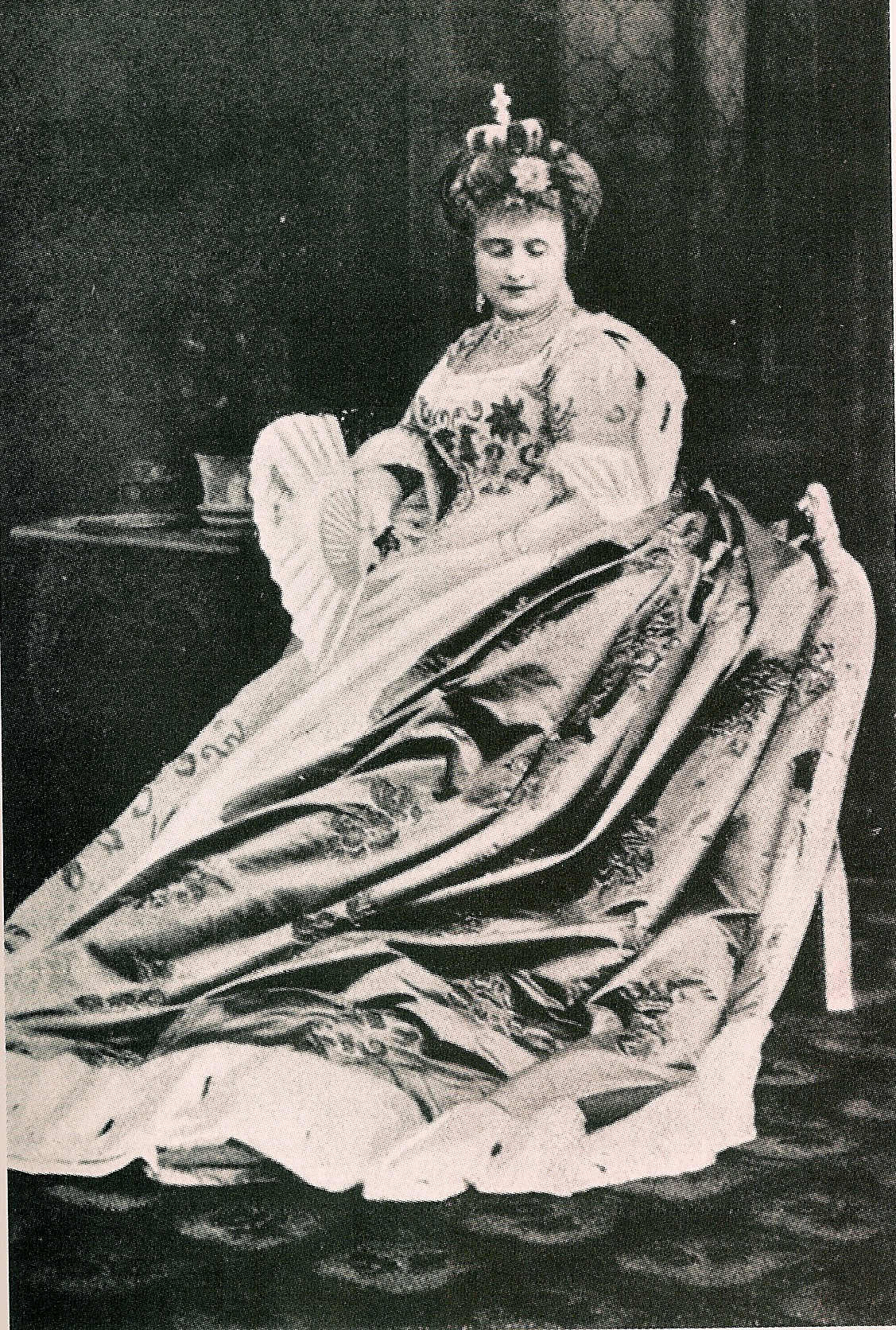
『ジェロルスタン女大公殿下』
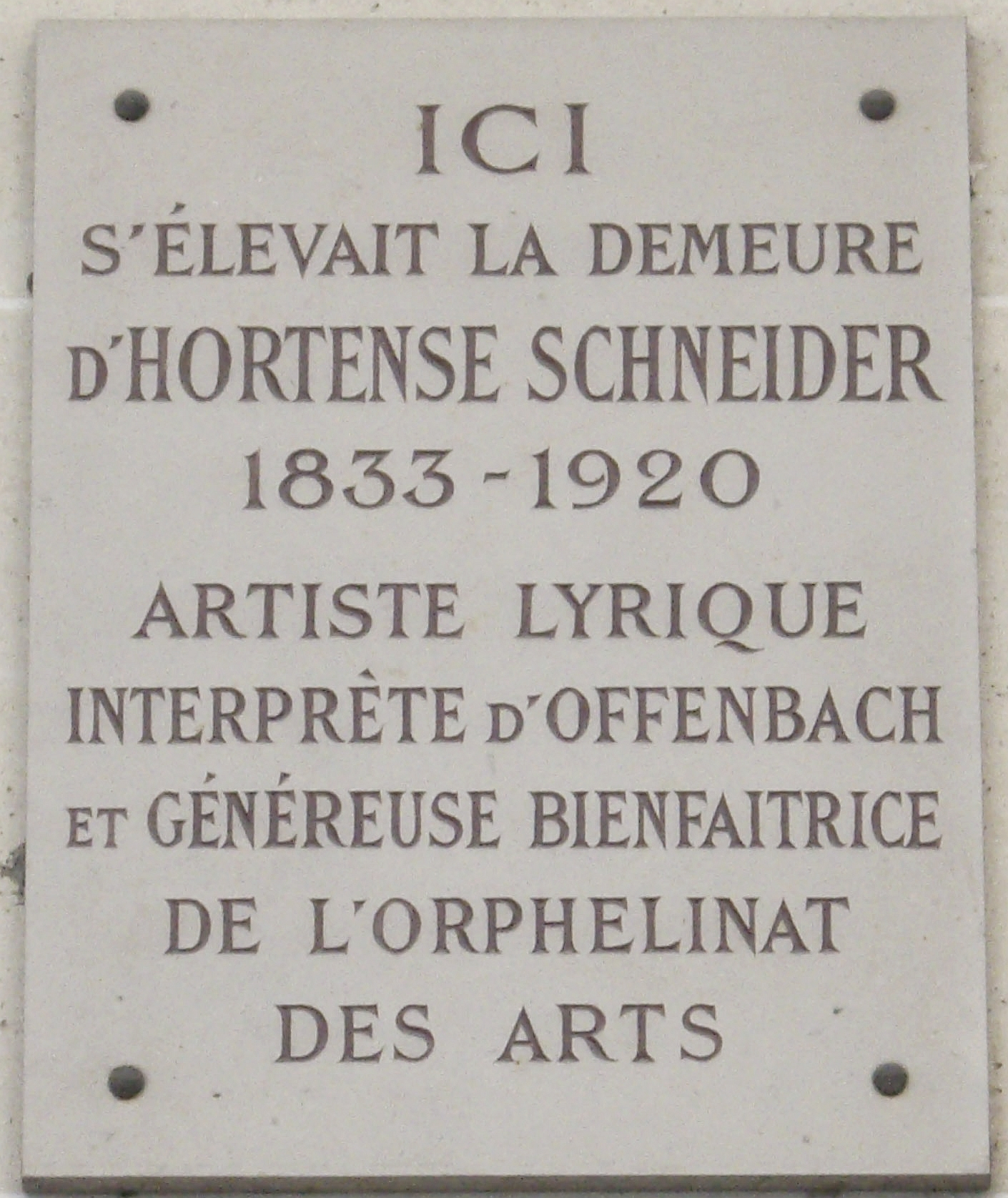
芸術孤児院の石板
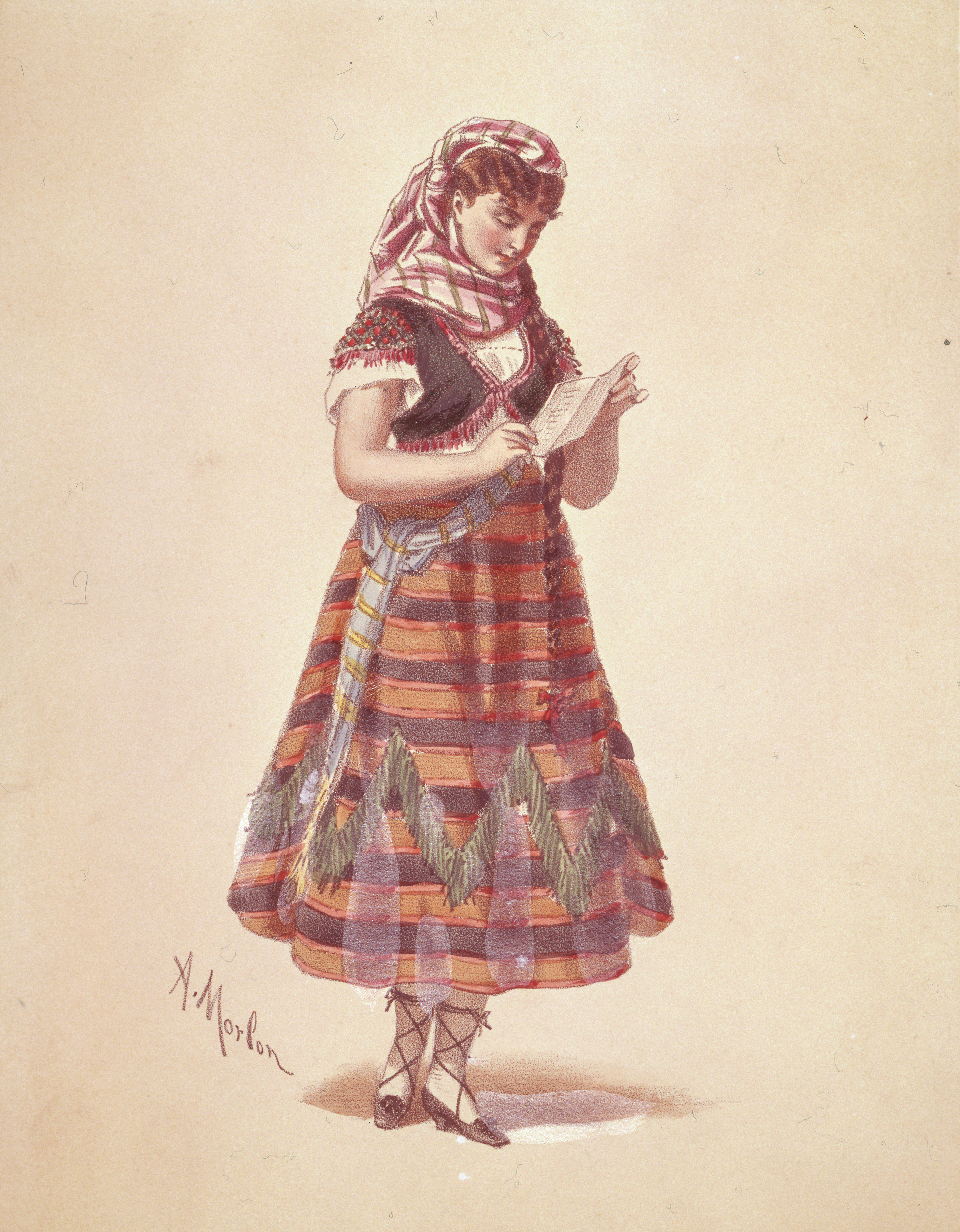
『ラ・ペリコール』
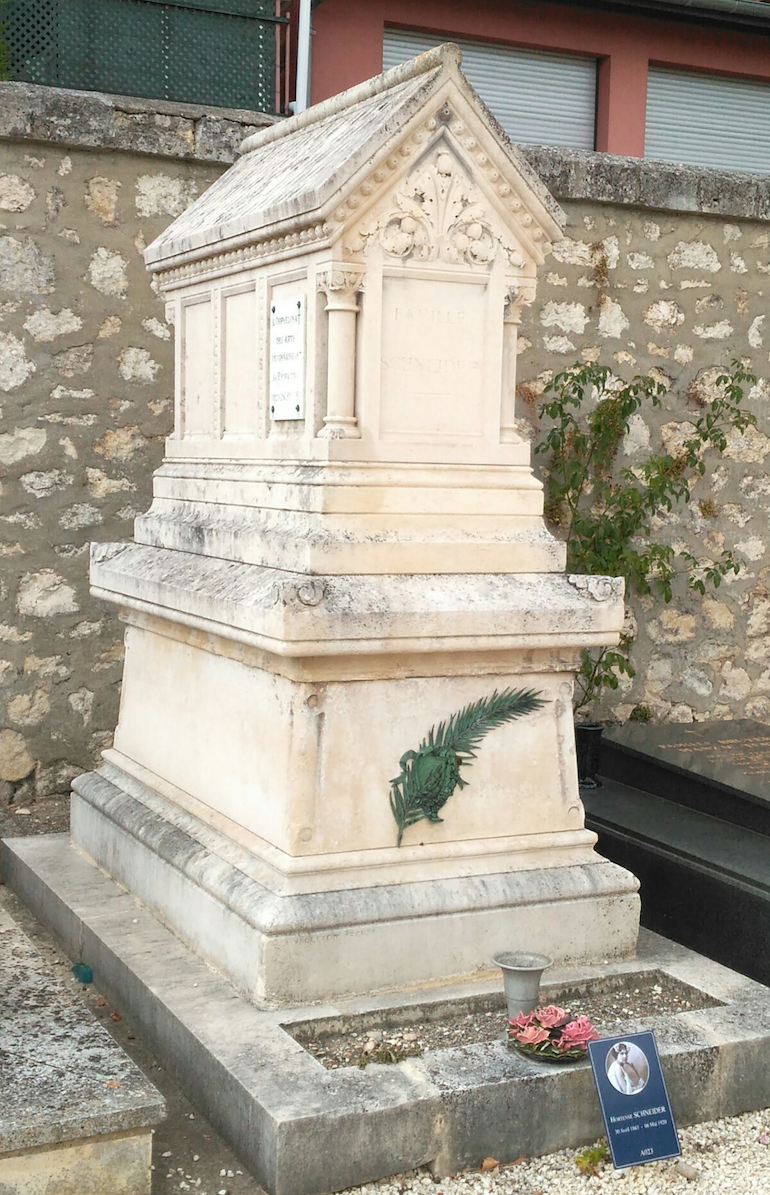
プロテスタント墓地の墓石

## 主な出演作品
| 上演年 | 作品名                                                           | 作曲家               | 劇場                 |
| ------ | ---------------------------------------------------------------- | -------------------- | -------------------- |
| 1858   | 『眠りの森の美女の息子』 （Le Fils de la belle au bois dormant） | ポール・シロダンほか | パレ＝ロワイヤル劇場 |
| 1860   | 『カーン風のペネロープ』 （La Pénélope à la mode de Caen）       | ポール・シロダンほか | パレ＝ロワイヤル劇場 |
| 1864   | 『美しきエレーヌ』                                               | オッフェンバック     | ヴァリエテ座         |
| 1866   | 『青ひげ』                                                       | オッフェンバック     | ヴァリエテ座         |
| 1867   | 『ジェロルスタン女大公殿下』                                     | オッフェンバック     | ヴァリエテ座         |
| 1868   | 『ラ・ペリコール』                                               | オッフェンバック     | ヴァリエテ座         |
| 1869   | 『歌姫』（La Diva）                                              | オッフェンバック     | ヴァリエテ座         |